# 河北建筑工程学院
河北建筑工程学院（英语：Hebei University of Architecture）是中华人民共和国的一所全日制本科公办省属普通高等学校，位于河北省张家口市桥东区朝阳西大街13号，成立于1950年，初名察哈尔张家口技术学校，1978年经教育部批准成为首批具有学士学位授予权的高校。

## 概述
1950年8月，张家口市技术学校成立。1951年7月，在张家口技术学校的基础上成立察哈尔工业学院。1952年10月10日，更名为察哈尔工业学校。1953年2月7日，更名为华北工业学校。1954年5月8日，更名为中央建筑工程部张家口建筑工程学校。同年6月1日，正名为中央人民政府建筑工程部张家口建筑工程学校。1958年6月，升格为河北省张家口工学院。1959年8月，改建为河北张家口市建筑工程专科学校。1964年7月12日，改建为张家口建筑工程学校。1965年2月16日，更名为河北省张家口建筑工程学校。1978年，恢复为本科院校，定名为河北建筑工程学院。

## 图集

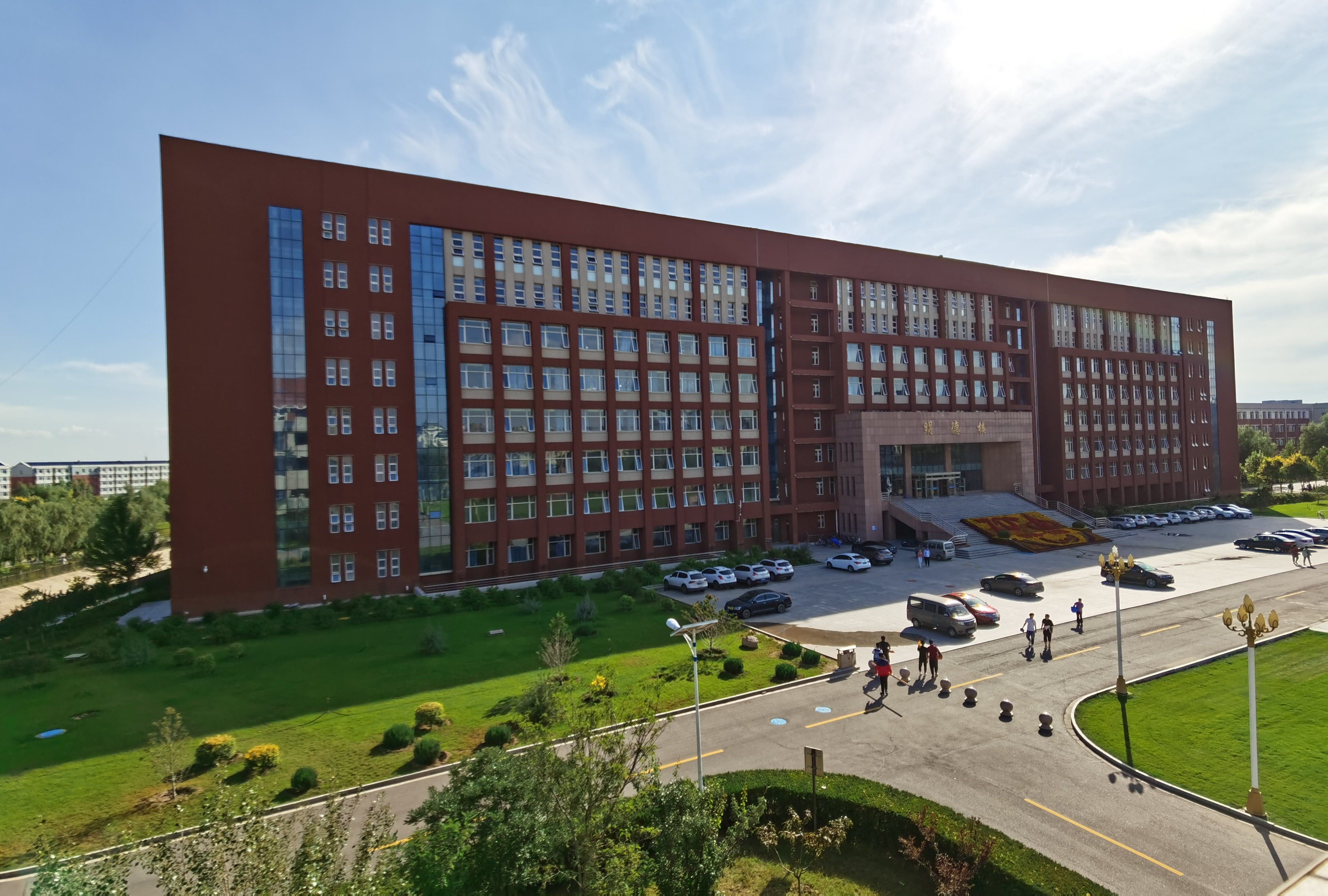
明德楼
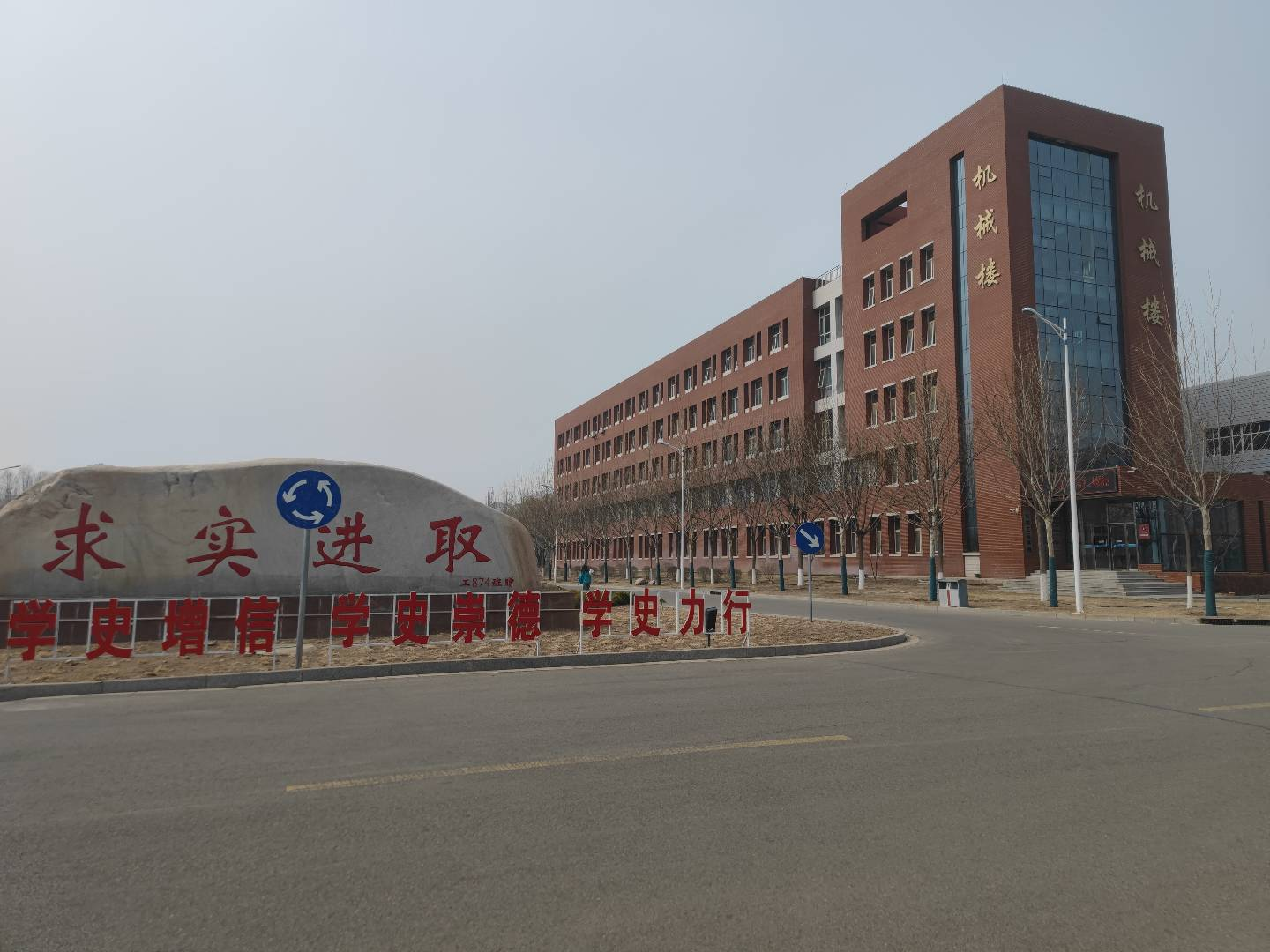
机械楼
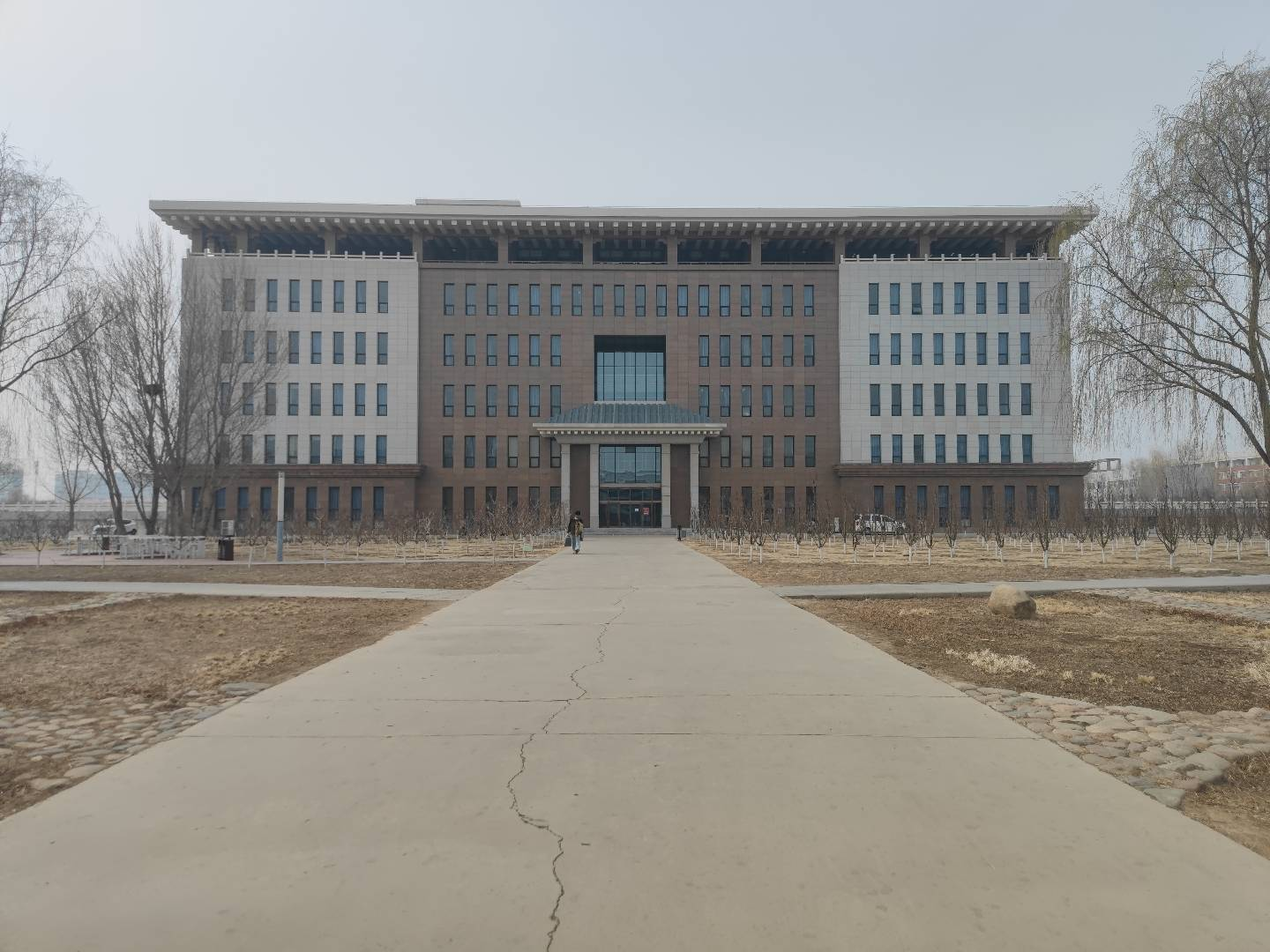
图书馆
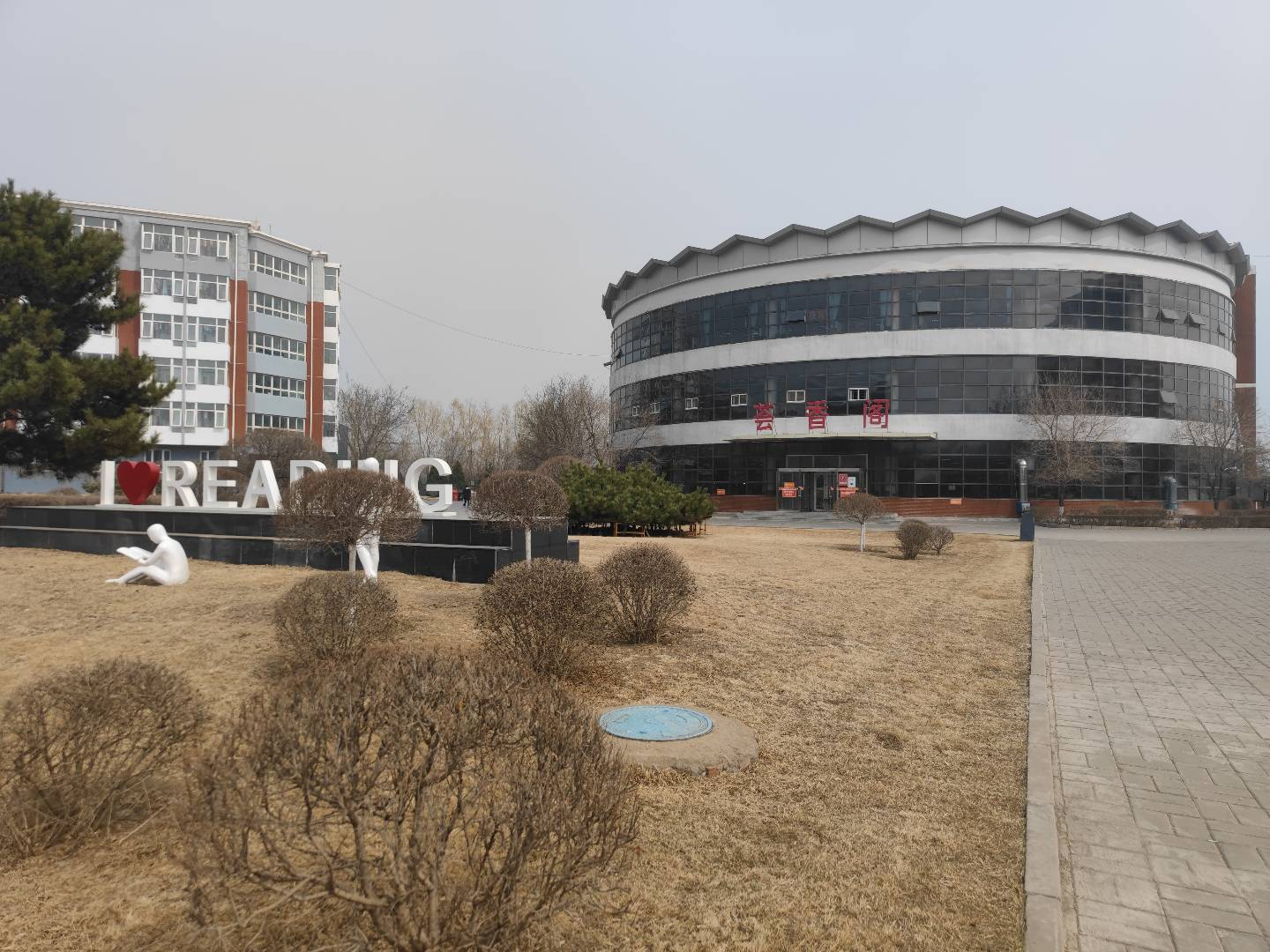
荟香阁
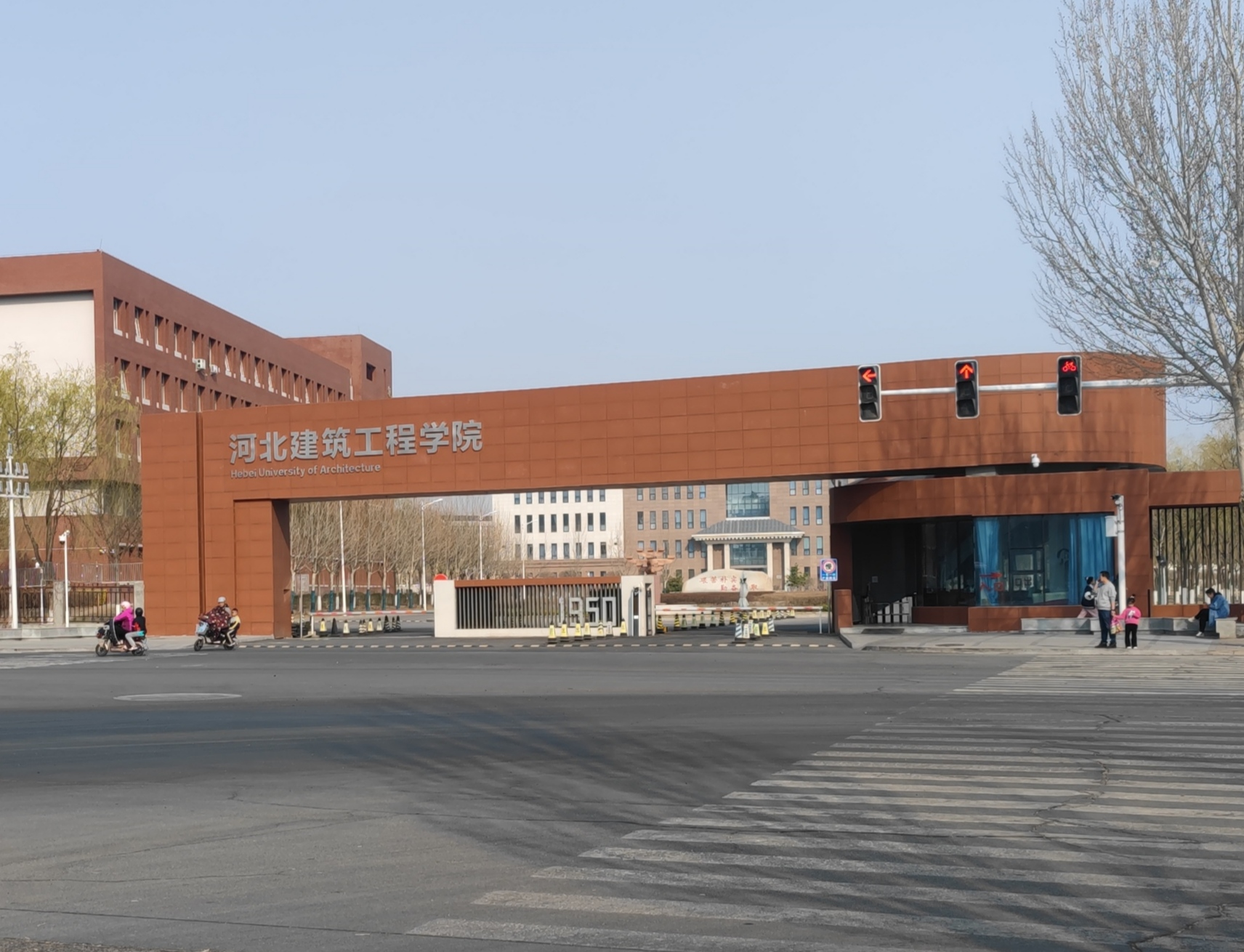
西校门